# Laboulbeniopsis termitarius
Laboulbeniopsis termitarius är en svampart som beskrevs av Thaxt. 1920. Laboulbeniopsis termitarius ingår i släktet Laboulbeniopsis, ordningen Laboulbeniales, klassen Laboulbeniomycetes, divisionen sporsäcksvampar och riket svampar.   Inga underarter finns listade i Catalogue of Life.